# Kabinett Suga
Das Kabinett Suga (jap. 菅内閣, Suga naikaku) regierte Japan unter Führung von Premierminister Yoshihide Suga vom 16. September 2020 bis zum 4. Oktober 2021. Nach dem Rücktritt Shinzō Abes wurde Suga am 14. September 2020 zum Vorsitzenden der Liberaldemokratischen Partei (LDP) und am 16. September von beiden Kammern des Parlaments zum Premierminister gewählt. Er wurde am gleichen Tag vom Kaiser formell ernannt und stellte sein neues Kabinett in der Kantei vor.
Dem Kabinett gehörten ausschließlich Abgeordnete aus dem nationalen Parlament an, 19 aus dem Abgeordnetenhaus und zwei aus dem Senat. Zwei Ministerposten wurden mit Frauen besetzt. Acht Minister des vorherigen Kabinetts behielten ihre Ressorts und fünf Kabinettsmitglieder sind vorher noch nie Minister gewesen.
Am 4. Oktober 2021 traten Premier Suga und sein Kabinett zurück und machten damit den Weg frei für die Wahl von Fumio Kishida zum neuen Premierminister durch das Parlament am selben Tag.

## Minister
| Ministerressort | Weitere Aufgaben | Minister                                | Bild                | Parlamentsmandat (Kammer, Wahlkreis, Fraktion) | Faktion   |
| --- | --- | --------------------------------------- | ------------------- | ---------------------------------------------- | --------- |
| Premier | – | Yoshihide Suga                          | Shinzō Abe          | Abg., Kanagawa 2, LDP                          | –         |
| Finanzen Besondere Aufgaben (Finanzsektor) | „Überwindung der Deflation“ (defure dakkyaku) 1. Vertreter des Premierministers (Vizepremier) | Tarō Asō                                | Tarō Asō            | Abg., Fukuoka 8, LDP                           | Asō       |
| Allgemeine Angelegenheiten | – | Ryōta Takeda                            | Ryōta Takeda        | Abg., Fukuoka 11, LDP                          | Nikai     |
| Justiz | – | Yōko Kamikawa                           | Yōko Kamikawa       | Abg., Shizuoka 1, LDP                          | Kishida   |
| Auswärtige Angelegenheiten | 3. Vertreter des Premierministers | Toshimitsu Motegi                       | Toshimitsu Motegi   | Abg., Tochigi 5, LDP                           | Takeshita |
| Kultus und Wissenschaft | „Bildungserneuerung“ (kyōiku saisei) | Kōichi Hagiuda                          | Kōichi Hagiuda      | Abg., Tokio 24, LDP                            | Hosoda    |
| Soziales und Arbeit | „Reform der Arbeitsweise“ (hatarakikata kaikaku) [Regierungsinitiative zur Beschränkung extrem langer Arbeitszeiten] | Norihisa Tamura                         | Norihisa Tamura     | Abg., Mie 1, LDP                               | Ishiba    |
| Land-, Forst- und Fischereiwirtschaft | – | Kōtarō Nogami                           | Kōtarō Nogami       | Sen. (Klasse von 2016), Toyama, LDP            | Hosoda    |
| Wirtschaft und Industrie Besondere Aufgaben (Organisation für Atomkraftentschädigungen & Reaktorstillegung)                                               | „Wettbewerbsfähigkeit der Industrie“ (sangyō kyōsōryoku) „Wirtschaftliche Zusammenarbeit mit Russland“ (Roshia keizai bun’ya kyōryoku) „wirtschaftliche Schäden durch Atomkraft“ (genshiryoku keizai higai)                                                                | Hiroshi Kajiyama                        | Hiroshi Kajiyama    | Abg., Ibaraki 4, LDP                           | –         |
| Land und Verkehr | „Maßnahmen zum Wasserkreislauf“ (mizujunkan seisaku) | Kazuyoshi Akaba                         | Kazuyoshi Akaba     | Abg., Hyōgo 2, Kōmeitō                         | –         |
| Umwelt Besondere Aufgaben (Atomkraftkatastrophenschutz)                                                                                                   | – | Shinjirō Koizumi                        | Shinjirō Koizumi    | Abg., Kanagawa 11, LDP                         | –         |
| Verteidigung | – | Nobuo Kishi                             | Nobuo Kishi         | Abg., Yamaguchi 2, LDP                         | Hosoda    |
| Chefkabinettssekretär | „Verringerung der Last der Stützpunkte in Okinawa“ (Okinawa kichi futan keigen) „Entführungsproblem“ (rachi mondai) [siehe Entführungen japanischer Staatsbürger durch die DVRK] 2. Vertreter des Premierministers                                                         | Katsunobu Katō                          | Katsunobu Katō      | Abg., Okayama 5, LDP                           | Takeshita |
| Wiederaufbau | „umfassende Erholung vom Atomkraftunfall von Fukushima“ (Fukushima gempatsu jiko saisei sōkatsu) | Katsuei Hirasawa                        | Katsuei Hirasawa    | Abg., Tokio 17, LDP                            | Nikai     |
| Nationale Kommission für Öffentliche Sicherheit Besondere Aufgaben (Katastrophenschutz, Maritimes)                                                        | „Stärkung der Zähigkeit des Landes“ (kokudo kyōjinka) [Regierungsprogramm zur Katastrophenschutzinfrastruktur] „Territorialkonflikte“ (ryōdo mondai) | Hachirō Okonogi (bis 25. Juni 2021)     | Hachirō Okonogi     | Abg., Kanagawa 3, LDP                          | –         |
| Nationale Kommission für Öffentliche Sicherheit Besondere Aufgaben (Katastrophenschutz, Maritimes)                                                        | „Stärkung der Zähigkeit des Landes“ (kokudo kyōjinka) [Regierungsprogramm zur Katastrophenschutzinfrastruktur] „Territorialkonflikte“ (ryōdo mondai) | Yasufumi Tanahashi (seit 25. Juni 2021) | Yasufumi Tanahashi  | Abg., Gifu 2, LDP                              | Asō       |
| Besondere Aufgaben (Okinawa & Nordgebiete) | „Verwaltungsreform“ (gyōsei kaikaku) „nationaler öffentlicher Dienst“ (kokka kōmuin seido) ab Jan. 2021: „Förderung der Impfkampagne gegen die neuartige Coronavirus-Erkrankung“ (shingata coronavirus kansenshō vaccine sesshu suishin) 4. Vertreter des Premierministers | Tarō Kōno                               | Tarō Kōno           | Abg., Kanagawa 15, LDP                         | Asō       |
| Besondere Aufgaben (Geburtenrückgang; Regionalbelebung)                                                                                                   | „Aktivierung aller 100 Millionen“ (ichi-oku-sō-katsuyaku) [Regierungsprogramm zur ökonomischen und gesellschaftlichen Stabilität im demographischen Wandel] „Aktivierung von Stadt, Mensch, Arbeit“ (machi, hito, shigoto sōsei)                                           | Tetsushi Sakamoto                       | Tetsushi Sakamoto   | Abg., Kumamoto 3, LDP                          | Ishihara  |
| Besondere Aufgaben (Wirtschafts- & Fiskalpolitik) | „Wirtschaftserneuerung“ (keizai saisei) „Reform des Sozialsicherungssystem für alle Generationen“ (zen sedai gata shakai hoshō kaikaku) | Yasutoshi Nishimura                     | Yasutoshi Nishimura | Abg., Hyōgo 9, LDP                             | Hosoda    |
| Besondere Aufgaben (My-Number-System) | „Digitale Reform“ (dejitaru kaikaku) „IT-Politik“ (jōhō tsūshin gijutsu (ai-tī) seisaku) | Takuya Hirai                            | Takuya Hirai        | Abg., Kagawa 1, LDP                            | Kishida   |
| Besondere Aufgaben (Geschlechtergleichstellung) | Olympische & Paralympische Spiele Tokio (Tōkyō orimpikku kyōgi taikai・Tōkyō pararimpikku kyōgi taikai) „Aktivierung von Frauen“ (josei katsuyaku) [siehe Abenomics bzw. „Womenomics“] 5. Vertreterin des Premierministers (bis 18. Feb. 2021)                             | Seiko Hashimoto (bis 18. Feb. 2021)     | Seiko Hashimoto     | Sen. (Klasse von 2019), national, LDP          | Hosoda    |
| Besondere Aufgaben (Geschlechtergleichstellung) | Olympische & Paralympische Spiele Tokio (Tōkyō orimpikku kyōgi taikai・Tōkyō pararimpikku kyōgi taikai) „Aktivierung von Frauen“ (josei katsuyaku) [siehe Abenomics bzw. „Womenomics“] 5. Vertreterin des Premierministers (bis 18. Feb. 2021)                             | Tamayo Marukawa (seit 18. Feb. 2021)    | Tamayo Marukawa     | Sen. (Klasse von 2019), Tokio, LDP             | Hosoda    |
| Besondere Aufgaben (Verbraucher & Lebensmittelsicherheit; Cool-Japan-Strategie; Förderung des geistigen Eigentums; Wissenschaft & Technologie; Raumfahrt) | „Weltausstellung“ (kokusai hakurankai) | Shinji Inoue                            | Shinji Inoue        | Abg., Tokio 25, LDP                            | Asō       |